# Стойко Стойков (архитект)
Стойко Стойков е български архитект.

## Биография
Арх. Стойко Стойков е роден през 1888 г. в град Сливен. През 1912 г. завършва Висше техническо училище в Мюнхен.
Арх. Стойко Стойков участва в колектив (вкл. синът му, засл. арх. Желязко Стойков) в изработването на градоустройствен план на Пловдив, 1948 – 1952.